# ویاچک
وُیاچک (لهستانی: Wojaczek) فیلمی لهستانی به کارگردانی لخ مایفسکی است که در سال ۱۹۹۹ منتشر شد. این فیلم زندگینامهٔ شاعرِ عصیانگرِ لهستانی «رافئو ویاچک» است. کشیشتف شیوچک، بازیگر نقش اصلی این فیلم، نامزد دریافت جایزه فیلم اروپا بهترین بازیگر نقش اول مرد شد.

## گزیدهٔ بازیگران
- کشیشتف شیوْچک
- دومنیکا اوستاووفسکا
- آندژی ماستالش
- روبرت گاولینسکی
- یانوش استیچن
- آدام بائومن
- آندژی وُیاچک